# Christian Blinkenberg
Christian Sørensen Blinkenberg (Ribe, 15 février 1863 - Copenhague, 25 janvier 1948) est un archéologue danois.

## Biographie
Conservateur du Musée national danois, premier professeur d'archéologie à l'Université de Copenhague, il dirige avec K.F. Kinch les fouilles de Lindos à Rhodes (1902-1908 et 1913-1914), premier grand chantier archéologique danois en Méditerranée.

## Travaux
- L'Image d'Athéna Lindia, 1917
- Lindiaka II-IV, 1926
- Fibules grecques et orientales (Lindiaka V), 1926
- Lindos I, les petits objets, 1931
- Les Prêtres de Poseidon Hippios, études sur une inscription lindienne (Lindiaka VI), 1937
- Lindos II, Inscriptions, 1941